# Wanzhou
Wanzhou (chin. upr.: 万州区, chin. trad.: 萬州區, pinyin: Wànzhōu Qū) – dzielnica w centralnej części miasta wydzielonego Chongqing, w Chinach, port nad rzeką Jangcy, przy wejściu w strefę Trzech Przełomów. W 2006 roku liczba mieszkańców dzielnicy wynosiła ok. 1,7 mln.
Wanzhou jest ośrodkiem różnorodnego przemysłu i rzemiosła oraz głównym producentem oleju tungowego. Siedziba rzymskokatolickiej diecezji Wanxian.
Wanzhou było dawniej odrębnym miastem (od 1992 roku o statusie prefektury miejskiej) i nosiło nazwę Wanxian (chin. upr.: 万县, chin. trad.: 萬縣, pinyin: Wànxiàn). Po utworzeniu w 1997 roku miasta wydzielonego Chongqing straciło swój dotychczasowy status i weszło w skład nowej jednostki administracyjnej jako dzielnica, której nazwę zmieniono w 2000 roku na Wanzhou.

## Historia
W 216 roku n.e. utworzono powiat, który dopiero w 1373 roku otrzymał nazwę Wanxian. W ramach chińsko-brytyjskiej umowy handlowej z 1902 roku miasto zostało otwarte dla handlu zagranicznego i stało się centrum handlu olejem tungowym oraz centrum dystrybucji dla zachodnich towarów. W mieście rozwinął się także drobny przemysł, np. produkcja papieru, konstrukcja dżonek i młynarstwo. Podczas wojny chińsko-japońskiej (1937–45) do Wanxian przenoszono zakłady przemysłowe z Wuhanu i Szanghaju. W 1945 roku większość fabryk – z wyjątkiem kilku zakładów włókienniczych (bawełna i konopie), młynów i garbarni – rozebrano i przeniesiono z powrotem na wschód. 
Po 1949 roku nastąpił szybki rozwój miasta. Powstały nowe zakłady przemysłu, m.in. chemicznego i elektronicznego. Usprawniono port rzeczny, który pod koniec lat 90. zajmował drugie miejsce w regionie górnego Jangcy (po porcie Chongqing) pod względem liczby przewiezionych pasażerów i towarów. Wybudowano nowe drogi, które połączyły miasto z centrum Chongqing i Chengdu w prowincji Syczuan. W 1997 wzniesiono most nad rzeką Jangcy, a w 2002 oddano do użytku nową linię kolejową do Dazhou w Syczuanie. Budowa Zapory Trzech Przełomów wymusiła przesiedlenie ok. 250 tys. mieszkańców dzielnicy.